# Toki pona

Vários pictogramas de sitelen pona em forma artística.

A língua toki pona é uma língua artificial que foi criada pela linguista e tradutora canadense Sonja Lang (anteriormente conhecida como Sonja Elen Kisa), tendo aparecido pela primeira vez na internet em 2001. Trata-se de uma linguagem minimalista, composta de apenas 14 fonemas e com aproximadamente 137 palavras. A língua foca em conceitos simples e elementos que são relativamente universais; estar com fome é, por exemplo, querer comer. Inspirado pela filosofia taoista, toki pona não visa a ser uma língua auxiliar, mas um "yoga para a mente", promovendo atenção plena ao tentar expressar o máximo de sentido com o mínimo de complexidade.

## Sistema de escrita

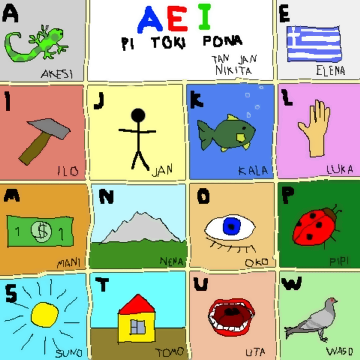
Guia de Pronúncia

Para escrever toki pona, Lang adotou duas formas principais:
- Letras do alfabeto latino,[7] (sitelen Lasina, "escrita Latina") com as letras p, t, k, s, m, n, l, j, w, a, e, i, o, u. Iniciais maiúsculas são usadas apenas para nomes próprios. Ou seja, as iniciais maiúsculas marcam palavras estrangeiras ou tokiponizadas. [8]

- sitelen pona ("escrita boa"). Sistema de escrita pictográfico inventado por Sonja que, como a língua, também foca em ser simples e intuitivo. Inclusive o logo oficial da língua é a junção de dois pictogramas do sitelen pona: toki (círculo com três riscos verticais em cima) e pona (arco de círculo em formato de sorriso).

Além das duas formas mencionadas, existem diversas outras formas de escrever Toki Pona que a comunidade adotou como parte da língua, como o sitelen sitelen ("escrita de imagem", anteriormente conhecido como sitelen suwi, "escrita doce/fofa") que é um sistema de estrita não-linear e também foca em ser bonito.
Existe também o luka pona, que é a forma de falar Toki Pona em linguagens de sinais para deficientes auditivos, porém é tecnicamente considerado um tokiponido (uma variação/dialeto do toki pona) por ter diferenças gramaticais e semânticas. Mas a comunidade considera como uma expressão muito interligada à lingua.

## Fonética
Toki pona possui nove consoantes (/p, t, k, s, m, n, l, j, w/) e cinco vogais (/a, e, i, o, u/). A sílaba tônica duma palavra é sempre a primeira. Não há pares de consoantes surdas e sonoras e também não há nenhum sinal diacrítico, seja para destacar sílaba tônica, para nasalização, palatalização ou entonação.
| Consoantes  | Labial | Coronal | Dorsal |
| ----------- | ------ | ------- | ------ |
| Nasal       | m      | n       |        |
| Plosiva     | p      | t       | k      |
| Fricativa   |        | s       |        |
| Aproximante | w      | l       | j      |

As sílabas são quase sempre no formato CV (consoante + vogal); mas há algumas sílabas V (vogais isoladas) e algumas com N no final, como sinal de nasalização. Não existem encontros vocálicos ou consonantais. Em uma palavra, a primeira sílaba é sempre a sílaba tônica.
| Sílabas | a  | e  | i  | o  | u  | Comentários                        |
| ------- | -- | -- | -- | -- | -- | ---------------------------------- |
|         | a  | e  | i  | o  | u  |                                    |
| k       | ka | ke | ki | ko | ku |                                    |
| s       | sa | se | si | so | su |                                    |
| t       | ta | te |    | to | tu | 'ti' → 'si'                        |
| n       | na | ne | ni | no | nu |                                    |
| p       | pa | pe | pi | po | pu |                                    |
| m       | ma | me | mi | mo | mu |                                    |
| j       | ja | je |    | jo | ju | 'ji' → 'si'                        |
| l       | la | le | li | lo | lu |                                    |
| w       | wa | we | wi |    |    | 'wo' e 'wu' → 'o' e 'u'            |
|         |    |    |    |    | +n | no fim da sílaba, para nasalisação |

Por conta de seu pequeno inventário fonético, toki pona permite grandes variações alofônicas. Por exemplo, /p t k/ podem ser pronunciados como [b d ɡ] ou como [p t k]; /s/ pode ser pronunciado como [z], [ʃ] ou [s]; /l/ pode ser pronunciado como [ɾ] ou [l]; as vogais podem ser longas ou curtas. Tanto o inventário de sons quanto as possíveis combinações silábicas são compatíveis com a maior parte das línguas humanas, o que torna o toki pona uma língua fácil para qualquer um. Por exemplo, as sílabas /ji, wu, wo/ também são possíveis em coreano, o que é conveniente quando se escreve toki pona em hangul.

## Vocabulário
Toki pona possui cerca de 137 palavras, concebidas para expressar conceitos simples, sem as complicações da vida moderna. Com este número de vocábulos independentes, a maior parte das palavras é traduzida por duas ou mais palavras em toki pona. Vejamos alguns exemplos:
- ensinar — pana e sona (dar conhecimento)
- amigo — jan pona (pessoa boa)
- chapéu — len lawa (roupa da cabeça)
- médico — jan pi sona sijelo (homem do conhecimento do corpo)
- matemático — jan pi sona nanpa (homem do conhecimento dos números)
- indiferença — pilin ala (sentimento não)
- saudade — pilin pi weka jan (sentimento da ausência de alguém)

Assim, naturalmente, o Toki Pona expressa as ideais de forma mais vaga ao ser comparado a outras línguas. Mas não impede a comunicação plena e clara quando em contexto.
Há alguns grupos específicos de palavras que valem mencionar:

### Números
Toki pona só possui três palavras específicas para números (nanpa, em toki pona):
- wan: um, unidade, partícula
- tu: dois, um par
- mute: muitos

Além disso, há a palavra ala, que representa negação, que pode ser usada como zero. Outra adaptação frequente vem do uso de luka (membro, braço, mão) para representar o número cinco.
Para construir números maiores, basta justapor as palavras para números. Assim, três é tu wan, quatro é tu tu e assim por diante. Vinte pode ser escrito como luka luka luka luka. Esse sistema foi pensado para que fique pouco prático se referir precisamente a números grandes.

### Cor

Diagrama das cores subtrativas

Para cor (kule em toki pona), a língua possui apenas cinco palavras:
- pimeja: preto, escuro, sombras
- walo: branco, claro
- jelo: amarelo
- loje: vermelho
- laso: azul, verde

Assim, as demais cores montam-se adicionando tons e usando a lógica subtrativa dos pigmentos. Assim, roxo pode ser escrito como loje laso (vermelho com azul); verde como jelo laso (amarelo com azul). Um verde amarelado pode ser escrito como  jelo laso jelo, ou laso jelo jelo. Azul claro é laso walo e azul marinho é laso pimeja.

### Forma e substância
Há algumas palavras genéricas para forma, especialmente úteis para fazer composições. Para forma:
- supa: superfície horizontal; mesa, cadeira, chão
- lipu: objeto plano e dobrável; cartão, tíquete,
- linja: objeto fino, comprido e flexível; corda, cabelo, corrente, fila
- palisa: objeto longo e rígido; vara, bastão, palito
- sike: objeto redondo, mas também ciclo, roda, bola

Para substância:
- ijo: coisa, objeto, substância

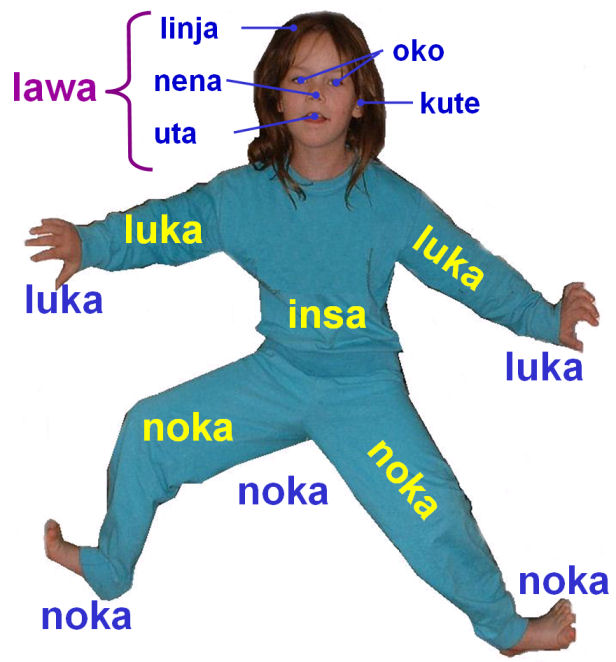
Partes do corpo em toki pona

- seli: fogo, calor, substância quente ou cozida
- kon: ar, gás, vento, cheiro, alma
- telo: água, líquido, suco, molho
- ko: substância semi-solida ou pastosa, cola, chiclete
- kiwen: duro, sólido, metal, rocha
- ma: terra, paisagem, país, área

### Partes do corpo
O vocabulário para partes do corpo também é bem simples:
- lawa: cabeça, mente
- luka: braço e mão
- insa: tronco, centro, estômago
- noka: perna e pé.

Já a cabeça possui descrições mais detalhadas, com palavras para olhos (oko), orelha (kute), nariz (nena, mas também designa montanha) e boca (uta).

## Etimologia

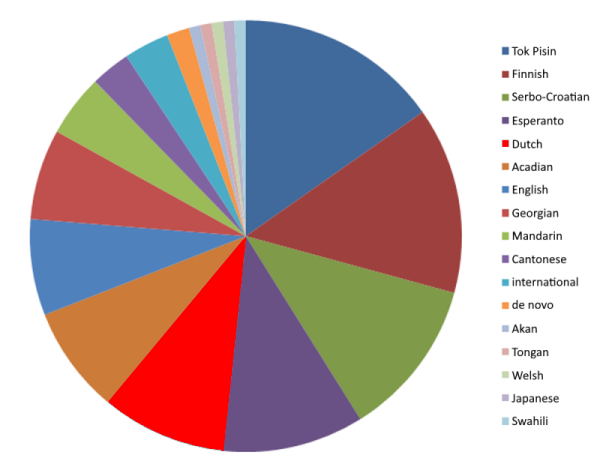
Etimologia de toki pona por língua

As palavras do toki pona foram extraídas de algumas línguas bem diferentes: inglês, holandês, tok pisin, esperanto, francês do Quebeque, finlandês, georgiano, croata e chinês (mandarim e cantonês). As palavras vindas do esperanto e algumas do francês acadiano são intuitivas para os falantes de português, por serem similares às suas versões latinas, como tenpo (esperanto, latim e port.: tempo), pona (esperanto: bona, port.: bom) e moli (francês: mourir, port.: morrer). Já as que vêm do inglês ou do tok pisin (que, em geral, vieram também do inglês) são intuitivas para os falantes de inglês, como mani (ing.: money), pilin (ing.: feeling) e toki (tok pisin: tok, ing.: talk).

## Sintaxe e estrutura
As frases em toki pona possuem estrutura Sujeito Verbo Objeto, do mesmo modo que a maior parte das frases em português. As palavras em si não carregam nenhuma marca de sua classe ou função sintática: uma mesma palavra pode ser usada como substantivo, adjetivo ou verbo. Além disso, não há nenhuma flexão de gênero ou número, nem qualquer conjugação ou declinação.

### Pronomes
Toki pona possui três pronomes: mi (1º Pessoa: eu, nós, meu, nosso), sina (2º Pessoa: tu, vós, teu, vosso) e ona (3ª Pessoa: ele(a), eles(as), dele(a), deles(as)). As pessoas do plural podem ser feitas com o adjetivo mute ("muitos"). Assim, "nós" se escreve mi mute, "vós" é sina mute e "eles / elas" é ona mute.
A utilização de mute para entender-se o plural é completamente opcional, cada pronome em Toki Pona, por si mesmo, pode significar sua versão no plural (mi moku e pan: eu como pão/nós comemos pão). Mas a utilização de mute é desejada caso o contexto não esclareça completamente a ideia.

### Nomes próprios
É possível adicionar nomes próprios de pessoas ou lugares, desde que antecedidos de jan (pessoa) ou ma (lugar), escritos com letra maiúscula e com a grafia adaptada. Assim, Cuba torna-se ma Kupa, Europa vira ma Elopa, Brasil vira ma Pasila, etc.

### Frases simples
A estrutura das orações em Toki Pona é tão simples que não possui uma definição particularmente específica. Entretanto, existem algumas normas que são usadas para formar frases em Toki Pona:
As frases em Toki Pona são formadas pela estrutura Sujeito Verbo Objeto ou por uma interjeição.
Em grande parte das frases em Toki Pona, é utilizada a partícula li para introduzir um verbo realizado pelo sujeito. Algumas frases de exemplo são:
- jan ale li lape ("todas as pessoas dormem")
- soweli li wawa ("o animal é forte")
- kasi li suli ("a planta é alta") *

* Neste caso, a partícula li não é o verbo ser. Em Toki Pona, o verbo ser é completamente inferido pelo contexto. No caso deste exemplo, a frase poderia ser interpretada de forma equivalente como "a planta fica grande/maior" ou "a planta engrandece".
No entanto, caso o sujeito da frase seja mi (eu, nós) ou sina (você(s), tu, vós), a partícula li deve ser omitida: 
- mi moku e pan ("eu como pão")
- sina lukin pona ("você ver bem", "você é bonito")
- mi jo e moku mute ("eu tenho muita comida")

### Interjeições
Interjeições em Toki Pona são consideradas frases completas e que carregam significado. Algumas interjeições bastante utilizadas pelos falantes são:
- toki (lit. Falar, iniciar comunicação: Oi, Olá)
- kama pona (lit. Vir bem: Bem-vindo(a))
- mi tawa (lit. Eu vou: Tchau, Adeus)
- mi pakala (lit. Eu erro, eu errei: Me desculpe, Perdão)

### Conceito de Modificadores
Modificadores em Toki Pona exercem uma função crucial na comunicação. Os Modificadores podem ser entendidos como adjetivos mais complexos e com sentidos mais abertos. Vamos ver alguns exemplos:
- moku kasi lili (lit. Comida planta pequena. Pode ser entendido como uma verdura/legume/fruta que tem tamanho pequeno)
- pan palisa (lit. Pão longo. Algo como uma Baguete)
- toki insa (lit. Falar dentro. Entendido como pensar por muitos falantes)

Como em alguns dos casos no português, os modificadores sempre ficam na frente do que está sendo modificado. Então uma "grande casa" não é suli tomo, mas sim tomo suli.

#### Partículapi
A partícula pi é utilizada para agrupar modificadores e criar uma espécie de "corrente de adjetivos" que se subordinam. Exemplos:
- jan pi toki pona (lit. Pessoa "de" Toki pona. Entendido como os falantes de Toki Pona)
- soweli pi noka suli (lit. Animal "de" pé grande. Animal com uma pata grande, pode ser interpretado como Elefante)
- nasin pi kama sona (lit. Caminho "de" vir a conhecer. Forma de aprender)

É importante observar que a partícula pi não possui um equivalente direto para a Língua Portuguesa, por isso não pode ser completamente expressa em termos de significados, porém trasmite a ideia desejada.

#### Locuções verbais
Os modificadores também podem ser utilizados em formas verbais, ajudando a especificar a ação a ser feita pelo sujeito. Não há regra específica sobre a utilização dos modificadores em verbos. Exemplos:
- mi toki insa (lit. Eu falo dentro: eu penso)
- mi wile sona (lit. Eu desejo conhecimento: eu quero saber)
- mi wile sona ala (lit. Eu quero conhecimento não: eu não quero saber)

### Frases com objetos

#### Objeto direto
Frases que introduzem objetos em Toki Pona geralmente utilizam a partícula e para introduzir objeto direto ao verbo transitivo. Exemplos:
- mi moku e pan ("eu como pão")
- jan li pali e ilo ("pessoas fabricam ferramentas")
- sina sona e toki pona ("você sabe Toki Pona")

#### Objeto indireto
Objetos indiretos não utilizam a partícula e para serem apresentados em uma frase. Em Toki Pona, existem algumas palavras que podem ser usadas como preposição para introduzir um objeto indireto para um verbo transitivo:
- mi toki tawa jan ("Eu falo com pessoas", tawa: ir, movimentar-se)
- jan pi ma Pasila li toki kepeken toki Potuke ("Brasileiros se comunicam em/usando Português". kepeken: utilizando)
- soweli li moli e kala tan wile moku ona ("O animal matou o peixe por causa de sua fome")

## Recursos de aprendizado
Diversos membros contribuintes da comunidade Toki Pona produzem conteúdos de aprendizado do idioma na internet. Infelizmente não há uma grande quantidade de conteúdo em português sobre Toki Pona. Mas a comunidade sempre está disposta a contribuir para o aprendizado da língua por todo o mundo.
Saiba sobre recursos de aprendizado podem ser encontrados na página oficial do Toki Pona.

## Literatura
Muitos textos já foram traduzidos para o toki pona. Um bom exemplo é mama pi mi mute (Pai Nosso):

mama pi mi mute o, sina lon sewi kon.

nimi sina li sewi.

ma sina o kama.

jan o pali e wile sina lon sewi kon en lon ma.

o pana e moku pi tenpo suno ni tawa mi mute.

o weka e pali ike mi. sama la mi weka e pali ike pi jan ante.

o lawa ala e mi tawa ike.

o lawa e mi tan ike.

tenpo ali la sina jo e ma e wawa e pona.

ni li nasin.